# سيسينها
سيسينها (29 نوفمبر 1989 في البرازيل - ) هو لاعب كرة قدم برازيلي في مركز الهجوم. لعب مع أتلتيكو براغانتينو وأتلتيكو مينييرو ونادي بونتي بريتا ونادي كورينثيانز وUnião Agrícola Barbarense Futebol Clube ‏ وغراميو اساسكو اوداكس اسبورت كلوب ونادي أمريكا ونادي دايجو ونادي أوزفالدو كروز.

## روابط خارجية
- سيسينها على موقع دوري كوريا الجنوبية (الإنجليزية)
- سيسينها على موقع قاعدة بيانات كرة القدم.إي يو (الإنجليزية)
- سيسينها على موقع Soccerway.com (الإنجليزية)
- سيسينها على موقع AS.com (الإسبانية)